# Saison 1935-1936 de la LNH
Saison précédente Saison suivante
La saison 1935-1936 est la 19e saison de la Ligue nationale de hockey. Il n'y a plus que huit équipes dans la ligue et elles jouent chacune 48 matchs durant la saison régulière.
Les Red Wings de Détroit remportent la Coupe Stanley face aux Maple Leafs de Toronto.

## Saison régulière
La saison précédente, la franchise des Sénateurs d'Ottawa a tenté de déménager afin de réduire les problèmes financiers mais le déménagement à Saint Louis n'a pas servi à grand-chose et les joueurs ont été dispersés dans les autres clubs de la LNH au cours d'un repêchage spécial.
Il faut attendre 50 ans pour voir l'équipe des Sénateurs revenir dans la LNH pour la saison 1992-1993 alors que les Blues de Saint-Louis sont créés au cours de l'expansion de la Ligue nationale de hockey en 1967.
Du côté des Maroons de Montréal, l'inquiétude de leur président, directeur et entraîneur de l'équipe, Thomas Gorman, commence à poindre alors que l'affluence des spectateurs a tendance à diminuer.

### Classements finaux
Les trois premières équipes de chaque division sont qualifiées pour les séries éliminatoires. Les premiers de chaque division sont directement qualifiés pour les demi-finales alors que les quatre autres équipes jouent un quart de finale.
| Clt   | Équipe                 | PJ | V  | D  | N  | BP  | BC  | Pts |
| ----- | ---------------------- | -- | -- | -- | -- | --- | --- | --- |
| +001, | Maroons de Montréal    | 48 | 22 | 16 | 10 | 114 | 106 | 54  |
| +002, | Maple Leafs de Toronto | 48 | 23 | 19 | 6  | 126 | 106 | 52  |
| +003, | Americans de New York  | 48 | 16 | 25 | 7  | 109 | 122 | 39  |
| +004, | Canadiens de Montréal  | 48 | 11 | 26 | 11 | 82  | 123 | 33  |

| Clt   | Équipe                 | PJ | V  | D  | N  | BP  | BC  | Pts |
| ----- | ---------------------- | -- | -- | -- | -- | --- | --- | --- |
| +001, | Red Wings de Détroit   | 48 | 24 | 16 | 8  | 124 | 103 | 56  |
| +002, | Bruins de Boston       | 48 | 22 | 20 | 6  | 92  | 83  | 50  |
| +003, | Black Hawks de Chicago | 48 | 21 | 19 | 8  | 93  | 92  | 50  |
| +004, | Rangers de New York    | 48 | 19 | 17 | 12 | 91  | 96  | 50  |

- Vainqueur du trophée Prince de Galles
- Qualifié pour les demi-finales des séries éliminatoires
- Qualifié pour les quarts de finale des séries éliminatoires

### Meilleurs pointeurs
| Joueur            | Équipe                | PJ | B  | A  | Pts |
| ----------------- | --------------------- | -- | -- | -- | --- |
| Schriner, Sweeney | Americans de New York | 48 | 19 | 26 | 45  |
| Thompson, Paul    | Chicago               | 45 | 17 | 23 | 40  |
| Barry, Marty      | Détroit               | 48 | 21 | 19 | 40  |
| Conacher, Charlie | Toronto               | 44 | 23 | 15 | 38  |
| Smith, Hooley     | Maroons de Montréal   | 47 | 19 | 19 | 38  |
| Chapman, Art      | Americans de New York | 47 | 10 | 28 | 38  |
| Thoms, Bill       | Toronto               | 48 | 23 | 15 | 38  |
| Rommes, Doc       | Chicago               | 48 | 13 | 25 | 38  |

## Séries éliminatoires

### Arbre de qualification
|  | Quarts de finale       | Quarts de finale         | Quarts de finale       | Quarts de finale       |                        |                        | Demi-finales      | Demi-finales      | Demi-finales      | Demi-finales      |  |  | Finale              | Finale              | Finale              | Finale              |
|  |                        |                          |                        |                        |                        |                        |                   |                   |                   |                   |  |  |                     |                     |                     |                     |
|  |                        |                          |                        |                        |                        |                        | 24, 26 et 29 mars | 24, 26 et 29 mars | 24, 26 et 29 mars | 24, 26 et 29 mars |  |  | 5, 7, 9 et 11 avril | 5, 7, 9 et 11 avril | 5, 7, 9 et 11 avril | 5, 7, 9 et 11 avril |
|  |                        |                          |                        |                        |                        |                        | 24, 26 et 29 mars | 24, 26 et 29 mars | 24, 26 et 29 mars | 24, 26 et 29 mars |  |  | 5, 7, 9 et 11 avril | 5, 7, 9 et 11 avril | 5, 7, 9 et 11 avril | 5, 7, 9 et 11 avril |
|  |                        |                          |                        |                        |                        |                        | 24, 26 et 29 mars | 24, 26 et 29 mars | 24, 26 et 29 mars | 24, 26 et 29 mars |  |  | 5, 7, 9 et 11 avril | 5, 7, 9 et 11 avril | 5, 7, 9 et 11 avril | 5, 7, 9 et 11 avril |
|  |                        |                          |                        |                        |                        |                        | 24, 26 et 29 mars | 24, 26 et 29 mars | 24, 26 et 29 mars | 24, 26 et 29 mars |  |  | 5, 7, 9 et 11 avril | 5, 7, 9 et 11 avril | 5, 7, 9 et 11 avril | 5, 7, 9 et 11 avril |
|  |                        |                          |                        |                        |                        |                        | 24, 26 et 29 mars | 24, 26 et 29 mars | 24, 26 et 29 mars | 24, 26 et 29 mars |  |  | 5, 7, 9 et 11 avril | 5, 7, 9 et 11 avril | 5, 7, 9 et 11 avril | 5, 7, 9 et 11 avril |
|  | Red Wings de Détroit   | Red Wings de Détroit     | 3                      | 3                      |                        |                        |                   |                   |                   |                   |  |  | 5, 7, 9 et 11 avril | 5, 7, 9 et 11 avril | 5, 7, 9 et 11 avril | 5, 7, 9 et 11 avril |
|  | Red Wings de Détroit   | Red Wings de Détroit     | 3                      | 3                      |                        |                        |                   |                   |                   |                   |  |  | 5, 7, 9 et 11 avril | 5, 7, 9 et 11 avril | 5, 7, 9 et 11 avril | 5, 7, 9 et 11 avril |
|  |                        |                          | Maroons de Montréal    | Maroons de Montréal    | 0                      | 0                      |                   |                   |                   |                   |  |  | 5, 7, 9 et 11 avril | 5, 7, 9 et 11 avril | 5, 7, 9 et 11 avril | 5, 7, 9 et 11 avril |
|  |                        |                          |                        |                        | 0                      | 0                      |                   |                   |                   |                   |  |  | 5, 7, 9 et 11 avril | 5, 7, 9 et 11 avril | 5, 7, 9 et 11 avril | 5, 7, 9 et 11 avril |
|  |                        | 28 et 30 mars et 2 avril |                        |                        |                        |                        |                   |                   |                   |                   |  |  | 5, 7, 9 et 11 avril | 5, 7, 9 et 11 avril | 5, 7, 9 et 11 avril | 5, 7, 9 et 11 avril |
|  |                        |                          |                        |                        |                        |                        |                   |                   |                   |                   |  |  | 5, 7, 9 et 11 avril | 5, 7, 9 et 11 avril | 5, 7, 9 et 11 avril | 5, 7, 9 et 11 avril |
|  | Red Wings de Détroit   | Red Wings de Détroit     | 3                      | 3                      |                        |                        |                   |                   |                   |                   |  |  |                     |                     |                     |                     |
|  | Red Wings de Détroit   | Red Wings de Détroit     | 3                      | 3                      | 24 et 26 mars          |                        |                   |                   |                   |                   |  |  |                     |                     |                     |                     |
|  |                        |                          | Maple Leafs de Toronto | Maple Leafs de Toronto | 1                      | 1                      |                   |                   |                   |                   |  |  |                     |                     |                     |                     |
|  | Maple Leafs de Toronto | Maple Leafs de Toronto   | Maple Leafs de Toronto | Maple Leafs de Toronto | 1                      | 1                      | 8                 | 8                 |                   |                   |  |  |                     |                     |                     |                     |
|  | Maple Leafs de Toronto | Maple Leafs de Toronto   |                        |                        |                        |                        |                   |                   |                   |                   |  |  |                     |                     |                     |                     |
|  | Bruins de Boston       | Bruins de Boston         | 6                      | 6                      |                        |                        |                   |                   |                   |                   |  |  |                     |                     |                     |                     |
|  | Bruins de Boston       | Bruins de Boston         | 6                      | 6                      | Maple Leafs de Toronto | Maple Leafs de Toronto | 2                 | 2                 |                   |                   |  |  |                     |                     |                     |                     |
|  | 24 et 26 mars          |                          |                        |                        | Maple Leafs de Toronto | Maple Leafs de Toronto | 2                 | 2                 |                   |                   |  |  |                     |                     |                     |                     |
|  |                        |                          | Americans de New York  | Americans de New York  | 1                      | 1                      |                   |                   |                   |                   |  |  |                     |                     |                     |                     |
|  | Americans de New York  | Americans de New York    | Americans de New York  | Americans de New York  | 1                      | 1                      | 7                 | 7                 |                   |                   |  |  |                     |                     |                     |                     |
|  | Americans de New York  | Americans de New York    |                        |                        |                        |                        |                   | 7                 |                   |                   |  |  |                     |                     |                     |                     |
|  | Black Hawks de Chicago | Black Hawks de Chicago   | 5                      | 5                      |                        |                        |                   |                   |                   |                   |  |  |                     |                     |                     |                     |
|  | Black Hawks de Chicago | Black Hawks de Chicago   | 5                      | 5                      |                        |                        |                   |                   |                   |                   |  |  |                     |                     |                     |                     |
|  |                        |                          |                        |                        |                        |                        |                   |                   |                   |                   |  |  |                     |                     |                     |                     |

### Finale de la Coupe Stanley
Les Red Wings de Détroit ont gagné la finale de la Coupe Stanley sur le score de 3 matchs à 1 face aux Maple Leafs de Toronto.
| 5 avril 1936 | Red Wings de Détroit | 3-1 (1-3, 0-0, 0-0) | Maple Leafs de Toronto | Olympia Stadium 13 000 spectateurs |

| Feuille de match | Feuille de match                                                                                 | Feuille de match | Feuille de match                                 | Feuille de match                     |
| ---------------- | ------------------------------------------------------------------------------------------------ | ---------------- | ------------------------------------------------ | ------------------------------------ |
|                  | 4 min 53 s — W. McDonald 5 min 37 s — S. Howe (D. Young) 12 min 5 s — W. Kilrea (M. Bruneteau) - | 1-0 2-0 3-0 3-1  | - B. Boll (B. Thoms - C. Conacher) — 12 min 15 s | Arbitrage : Bill Stewart A. G. Smith |
| N. Smith         | Gardiens                                                                                         | G. Hainsworth    |                                                  | Arbitrage : Bill Stewart A. G. Smith |
|                  |                                                                                                  |                  |                                                  | Arbitrage : Bill Stewart A. G. Smith |
|                  |                                                                                                  |                  |                                                  | Arbitrage : Bill Stewart A. G. Smith |

| 7 avril 1936 | Red Wings de Détroit | 9-4 (1-4, 1-2, 2-3) | Maple Leafs de Toronto | Olympia Stadium 13 000 spectateurs |

| Feuille de match | Feuille de match | Feuille de match                                    | Feuille de match | Feuille de match                     |
| ---------------- | --- | --------------------------------------------------- | --- | ------------------------------------ |
|                  | 1 min 30 s — W. Kilrea (J. Sorrell) 4 min 25 s — M. Barry (R. Bowman) 10 min 5 s — H. Lewis (J. Sorrell - M. Barry - L. Aurie) - 16 min 55 s — W. McDonald (H. Kilrea) 27 min 15 s — J. Sorrell (M. Barry - S. Howe) 29 min 10 s — G. Pettinger (S. Howe - D. Young) - 47 min 30 s — J. Sorrell (W. Kilrea - M. Bruneteau) - 52 min 5 s — G. Pettinger (H. Kilrea) - 57 min 15 s — W. McDonald | 1-0 2-0 3-0 3-1 4-1 5-1 6-1 6-2 7-2 7-3 8-3 8-4 9-4 | - - B. Boll (B. Thoms) — 12 min 35 s - J. Primeau (J. Shill) — 34 min 0 s - B. Thoms (B. Boll - B. Davidson - R. Horner) — 49 min 40 s - B. Davidson (F. Finnigan - H. Jackson) — 56 min 10 s - | Arbitrage : Bill Stewart A. G. Smith |
| N. Smith         | Gardiens | G. Hainsworth                                       | | Arbitrage : Bill Stewart A. G. Smith |
|                  | |                                                     | | Arbitrage : Bill Stewart A. G. Smith |
| 33               | Tirs | 32                                                  | | Arbitrage : Bill Stewart A. G. Smith |

| 9 avril 1936 | Maple Leafs de Toronto | 4-3 (pr) (0-1, 0-1, 3-1, 1-0) | Red Wings de Détroit | Maple Leaf Gardens 13 802 spectateurs |

| Feuille de match | Feuille de match | Feuille de match            | Feuille de match | Feuille de match                     |
| ---------------- | --- | --------------------------- | --- | ------------------------------------ |
|                  | - 53 min 10 s — J. Primeau (B. Davidson - R. Horner) 53 min 10 s — P. Kelly (F. Finnigan) 55 min 21 s — P. Kelly (J. Primeau) 60 min 31 s — B. Boll (R. Horner - A. Jackson) | 0-1 0-2 0-3 1-3 2-3 3-3 4-3 | R. Bowman (G. Pettinger) — 9 min 25 s M. Bruneteau — 21 min 0 s S. Howe (G. Pettinger - H. Kilrea) — 51 min 15 s - - | Arbitrage : Bill Stewart A. G. Smith |
| G. Hainsworth    | Gardiens | N. Smith                    | | Arbitrage : Bill Stewart A. G. Smith |
|                  | |                             | | Arbitrage : Bill Stewart A. G. Smith |
| 34               | Tirs | 27                          | | Arbitrage : Bill Stewart A. G. Smith |

| 11 avril 1936 | Maple Leafs de Toronto | 2-3 (0-1, 2-0, 1-1) | Red Wings de Détroit | Maple Leaf Gardens 14 728 spectateurs |

| Feuille de match | Feuille de match                                  | Feuille de match    | Feuille de match                                                                                               | Feuille de match                     |
| ---------------- | ------------------------------------------------- | ------------------- | --- | ------------------------------------ |
|                  | 18 min 11 s — J. Primeau - 50 min 55 s — B. Thoms | 1-0 1-1 1-2 1-3 2-3 | - E. Goodfellow (J. Sorrell) — 29 min 55 s M. Barry (H. Lewis) — 30 min 33 s P. Kelly (H. Lewis) — 49 min 45 s | Arbitrage : Bill Stewart A. G. Smith |
|                  |                                                   |                     | | Arbitrage : Bill Stewart A. G. Smith |
|                  |                                                   |                     | | Arbitrage : Bill Stewart A. G. Smith |
| 32               | Tirs                                              | 31                  | | Arbitrage : Bill Stewart A. G. Smith |

## Honneurs remis aux joueurs et aux équipes

### Trophées
| Trophée           | Joueur        | Équipe                 |
| ----------------- | ------------- | ---------------------- |
| Trophée Calder    | Mike Karakas  | Black Hawks de Chicago |
| Trophée Hart      | Eddie Shore   | Bruins de Boston       |
| Trophée Lady Byng | Doc Romnes    | Black Hawks de Chicago |
| Trophée Vézina    | Tiny Thompson | Bruins de Boston       |

| Trophée                  | Équipe               |
| ------------------------ | -------------------- |
| Trophée Prince de Galles | Red Wings de Détroit |
| Trophée O'Brien          | Maroons de Montréal  |
| Coupe Stanley            | Red Wings de Détroit |

### Équipes d'étoiles
| Position       | Première équipe  | Première équipe        | Deuxième équipe  | Deuxième équipe        |
| Position       | Joueur           | Équipe                 | Joueur           | Équipe                 |
| -------------- | ---------------- | ---------------------- | ---------------- | ---------------------- |
| Gardien de but | Tiny Thompson    | Bruins de Boston       | Wilf Cude        | Canadiens de Montréal  |
| Défenseur      | Eddie Shore      | Bruins de Boston       | Ebbie Goodfellow | Red Wings de Détroit   |
| Défenseur      | Babe Siebert     | Bruins de Boston       | Earl Seibert     | Black Hawks de Chicago |
| Ailier gauche  | Sweeney Schriner | Americans de New York  | Paul Thompson    | Black Hawks de Chicago |
| Centre         | Hooley Smith     | Maroons de Montréal    | Bill Thoms       | Maple Leafs de Toronto |
| Ailier droit   | Charlie Conacher | Maple Leafs de Toronto | Cecil Dillon     | Rangers de New York    |
| Entraîneur     | Lester Patrick   | Rangers de New York    | Thomas Gorman    | Maroons de Montréal    |